# Talat Tunçalp
Talat Tunçalp (* 1. Oktober 1915 in Istanbul; † 1. Januar 2017) war ein türkischer Radrennfahrer und nationaler Meister im Radsport.

## Sportliche Laufbahn
Tunçalp war im Straßenradsport sowie im Bahnradsport aktiv und Teilnehmer der Olympischen Sommerspiele 1936 in Berlin. Im olympischen Straßenrennen wurde er gemeinsam mit Auguste Garrebeek und Armand Putzeys auf dem 8. Platz klassiert. Die türkische Mannschaft mit Orhan Suda, Talat Tunçalp, Kazım Bingen und Kirkor Canbazyan kam nicht in die Mannschaftswertung.
Tunçalp war auch Teilnehmer der Olympischen Sommerspiele 1948 in London. Das olympische Straßenrennen beendete er nicht. Die Türkei kam mit Ali Çetiner, Enver Osmalı, Orhan Suda und Talat Tunçalp nicht in die Mannschaftswertung, da kein Fahrer das Rennen beendet hatte. Im Vorfeld der Spiele 1936 gewann er Rennen in Bulgarien und Ägypten.
1930 begann er mit dem Radsport und holte 1932 seinen ersten Sieg in einem Radrennen. Er war in seiner Zeit der dominierende Radrennfahrer seiner Heimat und gewann von 1933 bis 1949 31 nationale Titel im Radsport: 16 Titel im Straßenradsport sowie 15 Titel im Sprint auf der Bahn. 1934 gewann er seinen ersten Meistertitel auf der Straße, nachdem ihm der türkische Verband ein Rennrad geschenkt hatte. 1948 konnte er während einer Wettkampfreise drei Rennen in der Sowjetunion gewinnen.

## Berufliches
Tunçalp übernahm 1950 die Präsidentschaft des Türkischen Radsportverbandes und blieb 18 Jahre lang in dieser Funktion. Am Ende seiner Amtszeit initiierte er die Presidential Cycling Tour of Turkey.